# Економіка Києва
Економіка Києва — уся наявна промислово-виробнича, фінансово-торговельна, транспортна та обслуговуюча інфраструктура столиці України.

## Загальна характеристика
Київ — один з найбільших в Європі діловий, фінансовий, комерційний і промисловий центр, з якого здійснюється координація економіки країни. Тут розташовані: уряд, Національний банк України, центральні офіси більшості корпорацій, фондів і установ, що працюють в Україні і за її межами. Хоча в Києві проживає 6 % населення України, проте тут зосереджено 18 % ВВП країни (2010 р.).
Економіка Києва — це найбільша економіка України серед адміністративних суб'єктів по об'єму валового регіонального продукту (2010 р.) У 2010 році об'єм ВРП становив 196,6 млрд.₴, що робить його одним з найбільших фінансових центрів Європи.
Місто є основним центром банківської сфери, страхових і нотаріальних послуг, засобів масової інформації, журналістики і видавничої справи в Україні, а також найбільшим центром мистецтв. Творча індустрія така, як нові телепроєкти, реклама, мода, дизайн та архітектура займають значну частку в економіці міста.

## Економічний центр Русі-України
Розташування Києва на торговому шляху «із варяг у греки» відігравало важливу роль у його піднесенні, як торговельного центру. А з становленням Києва, як столиці Київської Русі місто отримало поштовх у подальшому розвитку ставши світовим ринком торгівлі. Так у Київ надходили гроші від підкорених племен, які сплачували данину київським князям. Самі ж князі разом із купцями вели міжнародну торгівлю.
У Х — ХІІ століттях основу економіки Києва становили сільське господарство, ремесло, торгівля. В місті працювали ремісники понад 60 спеціальностей: гончарі, ковалі по чорних і кольорових металах, ливарники, виробники скла, обробники кості, дерева й каменю. Київські ювеліри володіли техніками емалі, черні, зерні, поливи. На 11 століття в місті діяло 8 ринків, найбільшими з яких були «Бабин торжок» в княжому місті, та «Торговище» на Подолі. З Києва імпортувалася сировина (хутро, мед, віск, шкіри, хліб) і ремісничі вироби (зброя, прикраси). В місті постійно проживали руські, візантійські, єврейські й європейські купці. Через Київ проходили три міжнародні торгові шляхи — Грецький, що сполучав Скандинавію із Візантією; Київський, що сполучав Русь із Польщею, Чехією та Баварією; Залозний, що вів на Кавказ, до азійських країн.
Так вже у ХІ сторіччі Київ став одним з найбільших міст Європи з населенням близько 50 тис. мешканців (Лондон досяг такого населення лише через 100 років).
Після занепаду Київської Русі і аж до промислової революції XIX сторіччя в Російській імперії, місто залишалось провінційним центром, що не мав економічного впливу на країну і світову економіку.

## XIX століття
У XIX сторіччі Київ став значним торговельним центром. Тут постійно розширювалась мережа торговельних закладів. Якщо у 1817 році їх налічувалося 316, у 1846 році — 846, то в 1890 році — вже 4 648.
В Києві функціювало дев'ять ринків: Олександрівський, Бессарабський, Галицький, Житній, Либідський, Львівський, Лук'янівський, Печерський, Сінний. Як і раніше, значна роль належала ярмарковій торгівлі. Щорічно в Київі проходило шість ярмарків. Найбільшим з них був Контрактовий, під час якого Київ відвідували 10-15 тисяч приїжджих, у тому числі представники іноземних фірм — з Австрії, Франції, Великої Британії та ін. У 1850-ті роки він перетворився на головний торговельний центр цукру, торгівля яким набула біржового характеру.
У цей же час виникла цукрова промисловість. Перший цукровий завод збудував польський поміщик граф І.Понятовський у 1824 році в с.Трощин Канівського повіту Київської губернії. У наступному році такий же завод збудував князь О.Безбородько у с. Макошин на Чернігівщині. Таких заводів у 20-х роках було небагато, але їх поява свідчила про початок промислового перевороту в Україні, що вплинуло на становлення Києва як світового ринку торгівлі.
З 1869 року в Київі почала діяти торгова біржа для здійснення регулярного зв'язку між оптовими постачальниками товарів і покупцями — власниками постійних торговельних закладів. Її спеціалізація передбачала операції з торгівлі цукром і зерном. У 1873 році за проектом О.Шілле було побудовано приміщення біржі по вул. Інститутській, 7. У біржовій залі часто проводились виставки, концерти. В 1885 році біржу було переведено в будинок на розі Хрещатика та Інститутської вулиці (будинок зруйнований у роки Другої світової війни). Старий же будинок біржі зайняв Київський земельний банк (нині клуб Кабміну).
Продовжував розвиватися транспорт. У 1823 році на Дніпрі з'явився перший пароплав, а в 1838 році було створено «Дніпровську судноплавну кампанію», яка володіла 17 пароплавами. У 1858 році було засновано «Товариство пароплавства по Дніпру та його притоках». В 1884 році по Дніпру ходили 74 пароплави, а в 1900 році — 208.
У другій половині XIX сторіччя в Києві помітно зросла кількість банків — як державних, так і комерційних. Зручність географічного положення міста була фактором, що зумовлював вкладення приїжджими підприємцями, в тому числі й іноземними, своїх капіталів.
Активно будувалися заводи і фабрики. Ще у 1764 році під назвою «арсенальні майстерні», був заснований київський завод «Арсенал». На початку ХХ сторіччя «Арсенал» був найбільшим заводом у Києві. Тут працювало понад 750 чоловік У 1840-х роках в Києві купець Дегтяров збудував завод парових машин. 1882-го року Яків Гретер закладає новий завод — «Київський чавуноливарний і механічний завод» який сьогодні відомий як Перший київський машинобудівний завод. Наприкінці XIX сторіччя було засноване невеличке кустарне підприємство В. Єфімова, яке виготовляло цукерки. Зараз це Київська кондитерська фабрика Рошен.
Такий стрімкий економічний розвиток позначився і на розмірах міста. Наприкінці XIX сторіччя Київ за розміром міської території (59 квадратних верст) був на третьому місці після Санкт-Петербурга (90) і Москви (63), а за чисельністю населення (248 тис. осіб) — на п'ятому після Санкт-Петербурга, Москви, Одеси і Риги.

## ХХ століття
Свідченням успіхів Києва у всіх галузях господарства і культури, на початку ХХ сторіччя, стало проведення в місті Всеросійських виставок у 1897 і 1913 роках. Основні павільйони розміщувались на Троїцькій площі і на схилах Черепанової гори. У 40 відділах виставки 1913 року (промисловості, повітроплавання, освіти, прикладного мистецтва, санітарному та інші) було представлено близько 2 тисяч експонатів. Ще понад 30 павільйонів представляли продукцію окремих підприємств.
Найрозвиненішою галуззю економіки на початку ХХ сторіччя залишалась торгівля. В 1914 році в місті налічувалось понад 10,5 тисяч торговельних закладів. Київ перетворився на головний у Російській імперії центр торгівлі цукром.
З початком Першої світової війни а згодом і Жовтневого перевороту, місто було поглинуте боротьбою за владу у ньому, як столиці України. Постійні воєнні конфлікти у місті призвели до того, що Київ тимчасово втратив статус столиці, повернувши його в 1934 році. Повернення столичного статусу дало місту економічних переваг. Радянська економіка спрямована на централізацію позначилась і на столицях радянських республік. В місто вкладали капітал, будували заводи і фабрики. Так у роки довоєнних п'ятирічок гігантами індустрії стали заводи «Арсенал», «Ленінська кузня», «Більшовик».
Внаслідок запровадження тактики «випаленої землі» — спочатку Червоною армією, а потім вермахтом Київ зазнав страшних руйнувань. По війні все це довелося відбудовувати.
Після закінчення післявоєнної відбудови Київ продовжував нарощувати свою промисловість, в той час, як фінансовий сектор економіки був практично відсутнім. В кінці 40-х років підприємства столиці радянської України вийшли на довоєнний рівень промислового виробництва.
У п'ятдесяті роки тривала розбудова промисловості міста: на Лівобережжі, крім довоєнних та заново відроджених Шовкобуду, хімкомбінату та м'ясокомбінату, стала до ладу Дарницька ТЕЦ-4, виросли нові заводи, як-от танкоремонтний.
Інтенсивно розбудовувалася промисловість і на правому березі Дніпра. По війні обладнання київських підприємств, евакуйованих 1941 року на схід, не повернулося з Росії. Так, завод «Арсенал» був перепрофільований на випуск оптико-механічної продукції на обладнанні, вивезеному по репараціях з переможеної Німеччини, — всесвітньовідомої фірми «Карл Цейсс». Отож у Києві започатковано виробництво фотоапаратів «Киев», а паралельно — тематику «К» (космос). Мотозавод став випускати мопеди «Киянин» — на обладнанні фірми «Вандерер», потім перейшли на виробництво мотоциклів.
Після здобуття незалежності України Київ знову стає столицею держави. Це дало новий поштовх в розвитку економіки міста, оскільки Київ був не тільки найбільшим ринком збуту в Україні, але й центром прийняття політичних та економічних рішень. Відтак вихід міжнародних компаній на український ринок починався саме із Києва. Тут вони відкривали свої офіси, а згодом, деякі з них, організовували виробництво у Києві або передмісті. Так Київ поглинув третину прямих іноземних інвестицій вкладених в Україну в останньому десятиріччі ХХ сторіччя. Станом на 1 січня 2000 року обсяг ПІІ вкладених в економіку Києва становив 1,06 млрд.$,, тоді як в держави цей показник становив 3,28 млрд.$.
Економічні реформи, які проводив Київ, були спрямованими на перехід від керованої до ринкової економіки.
Радянська не конкурентноздатна економіка не змогла пристосуватись до ринкових умов, тому Києву довелося перебудовувати свою економіку. Наслідком такої перебудови було банкрутство або перепрофілювання більшості підприємств міста. Так Київ став не стільки промисловим центром скільки фінансовим, хоча й залишився одним з найбільших індустріальних центрів України. До кінця ХХ сторіччя Київ стає все більшим центром банківських операцій та міжнародної торгівлі і комерції.

## XXI століття
З 2000-го року і до світової економічної кризи, яка прийшла в Україну у 2009 році, швидкими темпами розвивалась економіка Києва і України. Будівельний бум, прямі іноземні інвестиції, вихід на український ринок міжнародних банків і відкриття нових в Україні, розвиток біржової торгівлі перетворили Київ на світове місто.
Світова криза суттєво вдарила по економіці Києва, падіння валового регіонального продукту у 2009 році склало −18,3 %. Проте вже з 2010-го року в місті почалось зростання ВРП на рівні 1,3 %. Економічне зростання 2011 року (прогнозовано на рівні 5,5 %) базується на активізації внутрішнього попиту, в першу чергу інвестиційного, в умовах збереження сприятливої зовнішньоекономічної кон'юнктури, активізації будівельної діяльності, в тому числі пов'язаної з підготовкою до чемпіонату ЄВРО-2012 з футболу, та реалізації економічних реформ у бюджетній сфері, житлово-комунальному господарстві, охороні здоров'я, освіті, дерегуляції підприємницької діяльності та енергоефективності.
Будівництво об'єктів інфраструктури до ЄВРО-2012 відбувалося переважно українськими підприємствами, що додатково забезпечить завантаження їхніх виробничих потужностей та сприятиме зростанню зайнятості населення. У 2011 році кількість зайнятих економічною діяльністю у віці 15 — 70 років очікується на рівні 1394,5 тис. осіб, а рівень безробіття — 5,7 % до економічно активного населення відповідного віку.
Таким чином, за найважливішими економічними індикаторами Київ швидко відновлюється після кризового економічного стану, що був спричинений світовою кризою 2008–2009 років, в основному завдяки розвитку внутрішнього ринку, активізації будівельної та інвестиційної діяльності.

## Фінансова сфера (Сфера послуг)
Фінансові і страхові послуги, медицина, торгівля та нерухомість складають основу фінансової сфери Києва. За рахунок зростання обсягів реалізованих послуг транспорту, пошти та зв'язку, операцій з нерухомим майном, реклами, діяльності у сфері інформатизації, охорони здоров'я, культури та спорту у 2011 році прогнозується підвищення обсягів реалізованих послуг усім споживачам на 8,0 %, що за прогнозами становитиме 77,5 млрд.₴.
Як комерційний і діловий центр Київ, у 2011 році, експортував послуг на суму 3,2 млрд.$, а імпортував 2,38 млрд.$. Сальдо склало 819,2 млн.$.

### Бюджет
Згідно з законом про бюджет Києва на 2012 рік, бюджет формується із таких статей:
- доходи загального фонду бюджету — 11,6 млрд.₴;
- доходи спеціального фонду — 2,1 млрд.₴;
- субвенції з держбюджету України на 2012 року — 2,5 млрд.₴;
- додаткові дотації з держбюджету — 0,3 млрд.₴;

Витрати бюджету Києва заплановані в розмірі 16,4 млрд.₴.
Бюджет Києва по роках
| Рік  | млн.₴       |
| ---- | ----------- |
| 2009 | 18,2 млрд.₴ |
| 2010 | 14,6 млрд.₴ |
| 2011 | 16,3 млрд.₴ |
| 2012 | 16,4 млрд.₴ |

Доходи Києва у проекті бюджету на 2022 рік плануються в сумі понад 68 млрд грн, видатки — понад 66 млрд грн.

### Біржі

Будинок біржі ПФТС

Перші біржі появились в Києві ще в XIX сторіччі. Проте під час Першої світової війни були закриті царським урядом під приводом боротьби з відпливом капіталу за межі Російської імперії. Після відродження ринкової економіки в Україні, у Київі знову виникли біржі.
За результатами діяльності на трьох найбільших Київських біржах («ПФТС», «Українська біржа», «Українська міжбанківська валютна біржа») за 9 місяців 2010 року в Києві було сконцентровано понад 60 % обсягу українського біржового ринку. У 2011 український біржовий ринок став більш товарної-сировинним, що також позначилось на об'ємах торгів бірж. Як наслідок на перші позиції по об'єму торгів вийшли «Аграрна біржа» та «Київська агропромислова біржа». У 2011 році в Києві було сконцентровано понад 70 % об'єму біржових торгів в Україні.

#### Список бірж
| № | Біржа                                    | Адреса                    | Сайт                                                                       |
| - | ---------------------------------------- | ------------------------- | -------------------------------------------------------------------------- |
| 1 | «Аграрна біржа»                          | вул. Копилівська,67       | https://web.archive.org/web/20120414220702/http://agrex.gov.ua/pro-birzhu/ |
| 2 | «Київська агропромислова біржа»          | вул. В.Васильківська,13/1 | http://www.agrostock.kiev.ua/ [Архівовано 6 січня 2012 у Wayback Machine.] |
| 3 | «Українська біржа»                       | вул. Шовковчна,42-44      | http://www.ux.ua [Архівовано 17 березня 2022 у Wayback Machine.]           |
| 4 | «Українська міжбанківська валютна біржа» | вул. Межигірська,1        | https://web.archive.org/web/20120202104306/http://www.uice.com.ua/node/10  |
| 5 | «ПФТС»                                   | вул. В.Васильківська,72   | http://www.pfts.com [Архівовано 25 лютого 2022 у Wayback Machine.]         |

### ВРП
| Рік  | У % до попереднього р. | У фактичних цінах, млн.₴ | На одну особу у фактичних цінах,₴ |
| ---- | ---------------------- | ------------------------ | --------------------------------- |
| 2004 | 116,8                  | 61 357                   | 23 130                            |
| 2005 | 105,8                  | 77 124                   | 28 780                            |
| 2006 | 110,7                  | 95 267                   | 35 210                            |
| 2007 | 119,7                  | 135 900                  | 49 795                            |
| 2008 | 104,4                  | 169 564                  | 61 592                            |
| 2009 | 81,7                   | 169 537                  | 61 088                            |
| 2010 | 101,3                  | 196 639                  | 70 424                            |
| 2011 | 105,5                  | -                        | -                                 |

### Зовнішньо економічна діяльність/ Торгівля

Структура експорту

Структура імпорту

Ще з початку свого заснування Київ був великим торговим центром. Сьогодні місто активно розвиває торгівлю як внутрішньодержавну так і міжнародну. Частка Києва від загального зовнішньоекономічного обороту України становить понад 17 % . Місто займає третє місце в Україні за обсягом експорту і перше місце за обсягами імпорту товарів і послуг. Досить широкою є географія зовнішньої торгівлі — 166 країн.
Основні експортери Києва:
Російська Федерація — 18,5 %;
Туреччина — 5,8 %;
Німеччина — 5,4 %;
Іспанія — 5,4 %;
Сполучені Штати Америки — 4,4 %;
Угорщина — 4,3 %;
Італія — 4,1 %;
Інші країни — 52,1 %.
Основні імпортери товарів у Київ:
Російська Федерація — 20,2 %;
Німеччина — 16,3 %;
Італія — 4,2 %;
Франція — 4,3 %;
Туркменістан — 3,7 %;
Польща — 3,7 %;
Інші країни — 47,6 %.
За останні роки стабільно збільшуються обсяги зовнішньої торгівлі Києва із країнами Європейського Союзу.
В умовах зростання зовнішнього та внутрішнього попиту 2011 року, відбулось збільшення обсягів експорту товарів на рівні 116,5 %. Експорт товарів у 2011 році становив — 9,06 млрд.$, а імпорт, без врахування поставки імпортного газу, 22,78 млрд.$. Сальдо зовнішньої торгівлі товарами залишиться від'ємним та становить −13,7 млрд.$..

#### Гуртова торгівля
Гуртова торгівля Києва зосереджена в основному на біржах, де вона має загальнодержавний і міжнародний характер. Оскільки на біржах покупцями і продавцями є компанії з крупним капіталом, для приватних підприємців(ФОП) є доступні мережі гіпермаркетів і ринки де продають товар по гуртових цінах малими партіями.
Центри гуртової торгівлі відкрито компаніями: Fozzy Group, METRO Group та ТОВ "Ринок сільськогосподарської продукції «Столичний»".
Центри гуртової торгівлі представленні: чотирма гіпермаркетами METRO Cash & Carry (пр-т. Петра Григоренка,43; вул. Кільцева дорога,1-в; пр-т. Московський,26-В; вул. О. Сабурова,2-А), двома гіпермаркетами Fozzy C & C (м. Вишневе, вул. Промислова,5; с. Проліски, вул. Броварська,2а) та Оптовим ринком «Столичний»

#### Роздрібна торгівля
Активізація внутрішнього ринку, підвищення платоспроможного попиту населення сприяли пожвавленню ситуації на споживчому ринку міста у 2011 році. Оборот роздрібної торгівлі у 2011 році становив 85,78 млрд ₴, що на 16,5 % перевищує показники 2010 року.

### ТРЦ

Торгово-розважальний центр «Термінал»

Протягом 2011 року в Києві було відкрито п'ять торгових центрів, загальною площею 98 890 м². Зараз ведеться будівництво ще п'яти загальною орендною площею понад 260 тис. м². До 2014 року в Києві планується реалізація 29 проектів торговельної нерухомості. Загальна пропозиція торгових приміщень в сегменті ТЦ / ТРЦ в Києві на початку 2012 року становить понад 800 тис. м², що становить близько 284 м² на тисячу киян. Незважаючи на таку кількість площ, ринок торгових площ не є насиченим, оскільки близько 40 % об'єктів нецікаві «іменитим» орендарям.
З урахуванням того, що міжнародні і російські бренди планують продовжувати експансію на вітчизняний ринок, потреба в нових якісних об'єктах як і раніше залишається високою. На другу половину 2012 р. в Києві компаніями заплановано відкриття семи торгових центрів загальною орендованою площею 230 834 м². При цьому загальна ринкова пропозиція збільшується на 29 % до 1034 тис. м².
На 2013 рік у місті заплановано відкриття 8 торгових центрів загальною орендованою площею 219 430 м², з яких з урахуванням поточного статусу будівництва найбільш ймовірно відкриття лише половини: ТОЦ Silver Breeze, ТРЦ ART MALL, ТЦ Victoria та ТЦ «Домосфера life» загальною GLA 108 100 м².
У 2014 р. можуть бути введені в експлуатацію 6 ТЦ орендованою площею близько 401 тис. м². Серед них такі масштабні проекти як ТРЦ Respublika (GLA — 140 тис. м²), ТРЦ Kyiv mall (GLA — 80 400 м²), ТРЦ Manhattan Mall (GLA — 69 200 м²).
Нові торгові центри відрізняються більшим форматом з GLA 50-100 тис. м² і децентралізацією місця розташування з прив'язкою до густонаселених житлових масивів, транспортних вузлів і розвинених магістралей.

Список ТРЦ і ТЦ в Києві:
| - Баттерфляй Більшовик, вул. Вадима Гетьмана,6; - ЦУМ, вул.Хрещатик,38 ; - Термінал, м.Бровари, вул. Київська,316; - BLOCKБАСТЕР, пр-т. Московський,34-В; - DREAM TOWN 1, пр-т. Оболонський,1б; - DREAM TOWN 2, пр-т. Оболонський,21-Б; - Олімпійський, вул. Велика Васильківська,72; - City Entertainment, пр-т. Генерала Ватутіна,2; - Аладдін, вул. Гришка,3-а; - Домосфера, Столичне шосе,101; - ГЛОБУС, Майдан Незалежності; - Дивосвіт, вул. Маршала Малиновського,24/10; - Sky Mall, пр-т. Генерала Ватутіна,2; - Даринок, вул. Біломорська,1; - Караван Megastore, вул. Лугова,12; - Квадрат (Перова), б-р. Перова,36; - Квадрат (Гната Юри), вул. Гната Юри,16; - Квадрат (Лукянівка), вул. Білоруська,2; - КОМОД, вул. Луначарского,4; - Піраміда, вул. Мішуги,4; - Альта Центр, пр-т. Степана Бандери,15; - Глобал UA, вул. Оноре де Бальзака,2а; - Макрос, пр-т. Московський,16б; - Метроград, від пл. Українських Героїв до пл. Бессарабська; - Арена Сіті, вул. Велика Васильківська/Басейна,1-3/2; - Магелан, вул. Академіка Глушкова,13б; | - Ocean Plaza, вул. Антоновича,176; - Аркадія, вул. Борщагівська,154; - Аркадія, вул. Дніпровська набережна,10а; - Мега Сіті, Харківське шосе,19; - VMB, пр-т. Берестейський,136; - Палладіум Сіті, вул. Антоновича,172; - Україна, пл. Галицька,3; - ГОРОДОК, пр-т. Московський,23; - Rainbow, вул. Сивашська,1а; - InSilver, вул. Срібнокільська,3г; - Дарниця, пр-т. Миру,1/пл. Дарницька; - Інтервал Плаза, вул. Велика Васильківська,143/2; - Метрополіс, вул. Малиновського,12; - Плазма, пр-т. Московський,20б; - Ритм, вул. Героїв Космосу,4; - Білицький торговий центр, вул. Ірпінська,76; - Дельта-інвест, вул. Багговутівська,8/10; - Дитячий Пассаж, вул. Малишко,4; - Європорт, вул. Лукашевича,15а; - Мандарин-Плаза, вул. Басейна,6; - Навігатор, бул. Дружби Народів,1; - Печерський, вул. Суворова,4; - Променада, вул. Овручська,18; - Променада Парк, вул. Велика Окружна,4; - Торговий Дім, пл. Львівська,8; - Еліс, вул. Вадима Гетьмана,13; |

### Штаб-квартири
Київ — фінансова столиця України, де розташовано більшість найбільших компаній держави.
Найбільші компанії Києва:
- Нафтогаз
- ДП Енергоринок
- Укрзалізниця
- ДТЕК
- Укрнафта
- НАЕК Енергоатом
- Fozzy Group
- ОСТХЕМ Україна
- Кернел
- ТНК-BP Коммерс

#### Таблиця двадцяти найбільших компаній України за підсумками 2011 року
| №  | Компанія                 | Галузь            | Виручка у 2011 р., млн.₴ | Штаб-квартира   |
| -- | ------------------------ | ----------------- | ------------------------ | --------------- |
| 1  | Нафтогаз                 | Нафта й газ       | 122 950                  | Київ            |
| 2  | Метінвест                | Металургія        | 113 362                  | Донецьк         |
| 3  | ДП Енергоринок           | Електроенергетика | 72 700                   | Київ            |
| 4  | Укрзалізниця             | Транспорт         | 51 587                   | Київ            |
| 5  | ІСД                      | Металургія        | 49 046                   | Донецьк         |
| 6  | ДТЕК                     | Електроенергетика | 39 594                   | Київ            |
| 7  | АрселорМіттал Кривий Ріг | Металургія        | 28 883                   | Кривий Ріг      |
| 8  | Укрнафта                 | Нафта             | 24 502                   | Київ            |
| 9  | Донецьксталь             | Вугілля           | 22 466                   | Донецьк         |
| 10 | Укртатнафта              | Нафта             | 20 223                   | Кременчук       |
| 11 | НАЕК Енергоатом          | Електроенергетика | 19 388                   | Київ            |
| 12 | Запоріжсталь             | Металургія        | 17 906                   | Запоріжжя       |
| 13 | Fozzy Group              | Рітейл            | 17 430                   | Київ            |
| 14 | WOG                      | АЗС               | 16 200                   | Луцьк           |
| 15 | ОСТХЕМ Україна           | Хімія             | 16 189                   | Київ            |
| 16 | Кернел                   | АПК               | 15 173                   | Київ            |
| 17 | АТБ-Маркет               | Рітейл            | 15 081                   | Дніпропетровськ |
| 18 | ТНК-BP Коммерс           | Нафта             | 14 468                   | Київ            |
| 19 | Ferrexpo                 | Металургія        | 14 286                   | Горішні Плавні  |
| 20 | Мегаполіс (Україна)      | Тютюн             | 13 543                   | Київ            |

### Інвестиції
За даними Київської міської державної адміністрації (КМДА) об'єм прямих іноземних інвестицій в економіку Києва у 2011 році становив 2,9 млрд.$ (39 % загальнодержавного обсягу). КМДА прогнозує зростання ПІІ в економіку Києва у 2012 році на рівні 16 %. Близько 82 млрд.€ ПІІ планується залучити до 2025 року.
```
Станом на 
1 січня
 
2012
 року обсяг 
прямих іноземних інвестицій
 внесених у економіку Києва становив 24,46
 
млрд.
$
 (50% 
ПІІ
 інвестованих в Україну), що в розрахунку на одну особу становить 8 844 
$
[
47
]
, тоді як у держави ці показники становлять 49,36
 
млрд.
$
 та 1 084 
$
 відповідно
[
48
]
.
```

Прямі іноземні інвестиції в м. Київ
| Рік  | млн.₴                 |
| ---- | --------------------- |
| 2007 | 9 497                 |
| 2008 | 13 322                |
| 2009 | 15 756                |
| 2010 | 21 859                |
| 2011 | 24 736 (орієнтовно)   |
| 2012 | 28 696 (прогнозовано) |

Структура прямих іноземних інвестицій

Структура прямих іноземних інвестицій за видами економічної діяльності:
Оптова торгівля та посередництво — 25,4 %;
Фінансова діяльність — 18,4 %;
Пошта та зв'язок — 5,4 %;
Готелі та ресторани — 5,1 %;
Машинобудування — 4,8 %;
Хімічна промисловість — 4,0 %;
Харчова промисловість — 3,9 %;
Інші — 33,4 %.

### Доходи/зайнятість населення
Тенденція до зниження безробіття в місті буда перервана світовою кризою 2008—2009 рр. У 2009 році рівень безробіття зріс більш ніж у 2 рази (з 3,1 % до 6,5 %). У 2010 році цей показник знизився до 5,8 %. Відповідно зріс і рівень зайнятості населення — з 63,1 % до 63,6 %. Кількість зареєстрованих безробітних на 1 лютого 2012 року склала 6,9 тис. осіб.
Найпривабливішими для працевлаштування незайнятих трудовою діяльністю громадян міста у 2010 році виявилися такі види економічної діяльності: торгівля, ремонт автомобілів, побутових виробів та предметів особистого вжитку — 47 %; промисловість — 13 %; операції з нерухомим майном, оренда, інжиніринг та надання послуг підприємцям — 9 %. Тобто за винятком промисловості в основному безробітні міста йдуть працювати у сферу послуг та обслуговування. З четвертої по шосту позицію займають відповідно будівництво, транспорт та зв'язок, охорона здоров'я та надання соціальної допомоги.
Позитивні зміни в економіці сприяли зростанню грошових доходів населення, які в 2010 року порівняно з попереднім роком зросли на 19,0 %. Питома вага заробітної плати у структурі грошових доходів населення становила 56,2 %. Наявний дохід у розрахунку на одну особу за 2010 рік становив 37 573,2 грн., що на 36,8 % більше ніж у 2009 році.
Середньомісячна номінальна заробітна плата штатного працівника у 2010 році збільшилася на 15,8 % і становила 3 431 ₴, що у 3,7 рази більше законодавчо встановленого розміру мінімальної заробітної плати, яка дорівнювала прожитковому мінімуму для працездатної особи — 922 ₴. Індекс реальної заробітної плати у 2010 році порівняно з попереднім роком становив 105,2 % (у 2009 році відповідно до 2008 року — 88,2 %). До основних чинників, які вплинули на зростання номінальної заробітної плати у 2010 році, слід віднести підвищення в законодавчому порядку впродовж року мінімальної заробітної плати та активізацію економічної діяльності суб'єктів господарювання.
Поліпшення ситуації на ринку праці, підвищення державних соціальних стандартів сприятимуть реальному зростанню доходів населення. Зростання номінальної середньомісячної зарплати працівників у 2011 році в реальному вимірі становила 16,9 %, а її номінальний обсяг становив 40012 ₴. Реальний приріст середньомісячної зарплати становив у 2011 році 6,3 %, тоді як у 2010 році 5,2 %. Фонд оплати праці очікується на рівні 62,0 млрд гривень, що на 15,7 % більше ніж у 2010 році.

### ІТ
Інноваційний парк «Bionic Hill» в Київі.

## Наука
Науково-технічний потенціал. «Економіка на базі знань» — нова філософія поступу міста.
У Києві зосереджено близько третини науково-технічного потенціалу України, що є одним з найважливіших конкурентних переваг міської економіки. Взаємодія науки й виробництва дозволяє Києву випускати конкурентоспроможну продукцію: літаки, траулери, річкові судна, екскаватори, верстати, обчислювальні машини, радіоапаратуру та інші.
Найбільш вагомими і актуальними можна назвати розробки Інституту електрозварювання ім. Є. О. Патона, Інституту технічної теплофізики, Інституту проблем металознавства, Інституту хімії поверхні, Інституту фізики напівпровідників, Інституту проблем моделювання в енергетиці, Інституту електродинаміки, Інституту колоїдної хімії та хімії води, Інституту надтвердих матеріалів, Інституту органічної хімії, Інституту біоорганічної хімії та нафтохімії, Інституту передових технологій, Київського НДІ синтезу та екології «Синтеко». Відомий своїми дослідженнями та розробками Національний технічний університет України «Київський політехнічний інститут».
Всього в місті працює 378 організацій, що виконують наукові дослідження і розробки — 25 % від загальної чисельності наукових установ України. Зареєстровано 6 технопарків. Налічується понад 3,9 тис. докторів та 15,8 тис. кандидатів наук.
Структура наукового комплексу м. Києва
- Галузева наука — 55 %;
- Академічна наука — 38 %;
- Вузівська наука — 5 %;
- Заводська наука — 2 %.

## Підприємництво
Київ є лідером в Україні з розвитку підприємництва. На 10 тис.осіб. наявного населення столиці припадає 130 малих підприємств, або в 2,9 рази більше, ніж по Україні (45). З урахуванням індивідуальних підприємців у малому бізнесу зайнято майже 274 тис.осіб, що становить понад 24 % від загальної кількості зайнятих у галузях економіки (в Україні — 16 %). У Києві внесок малого і середнього бізнесу у валовий регіональний продукт становить 50 %. Це менше ніж в Європі де цей показник становить 80 %.
За економічною ефективністю роботи малих підприємств Київ займає провідне місце серед регіонів України: на малих підприємствах міста виробляється 22 % всього продукту малих підприємств України, при тому, що на них зайнято лише 12 % усіх працюючих на таких підприємствах.

## Туризм

Кількість туристів, тис.осіб.

Істотну роль в економіці міста грає туристичний бізнес, пов'язаний з прийомом гостей з України і зарубіжних країн, а також пов'язана з цим економічна активність у сфері обслуговування. Місто володіє значною історико-культурною спадщиною, розвинутим сучасним мистецтвом ти оздоровчою базою для формування туристичного продукту, для перетворення туризму у важливу галузь міської економіки. За попередніми розрахунками у 2011 році Київ відвідали понад 1,2 млн туристів, що на 20 % більше ніж у 2010 році. На сьогодні за 2011 рік від діяльності туристичних підприємств і готелів в міську казну надійшло 540 млн ₴., в тому числі близько 6 млн ₴. від впровадження туристичного збору.
Середні темпи приросту кількості туристів за 2002—2010 рр. у порівнянні із попереднім роком становлять 19,2 %. Тобто кожні 5 років їх кількість збільшується вдвічі.
| Рік  | тис.осіб |
| ---- | -------- |
| 2001 | 504      |
| 2002 | 560      |
| 2003 | 747      |
| 2004 | 1 010    |
| 2005 | 936      |
| 2006 | 1 499    |
| 2007 | 1 814    |
| 2008 | 2 088    |
| 2009 | 1 590    |
| 2010 | 2 031    |

Станом на 22.12.2010 р. у м. Києві зареєстровано 2212 туристичних підприємств, 1051 — турагенти і 1161 — туроператорів. У місті діє понад 150 закладів розміщення різної форми власності та підпорядкування більше ніж на 9,6 тис. номерів, з яких 90 — готелів, потужністю більше ніж 8 тис. номерів, решта — інші засоби тимчасового розміщення (проживання) на 1,6 тис. номерів. За категорією комфортності у місті є такі готелі:
5*****- 4 готелі на 931 номерів (Прем'єр Палац, Опера, Свята Софія Хаятт Рідженсі Київ та ІнтерКонтиненталь Київ);
4**** — 26 готелів на понад 1500 номерів (Редісон САС, Дніпро, Київ, Салют, Президент-готель, Національний, Рів'єра на Подолі, Поділ-Плаза, Вісак, Піросмані, Фараон та ін.);
3*** — 19 готелів 3186 номери;
2** — 20 готелів на 1133 номерів;
1* — 7 готелів на 176 номерів.
Протягом 2004—2010 років у м. Києві відкрилось 36 готелів різної категорійності, темп приросту становив 35,14 %.
Негативною є динаміка забезпеченості туристів номерним фондом, яка постійно скорочується. Якщо у 2001 році на 1000 туристів, що відвідували місто за рік, приходилося 16 номерів у готелях, то у 2010 році — тільки 5. Проте відмічається підвищення комфортабельності номерів, одним з показників якої є їхня середня площа, що поступово зростає з 20,7 м² у 2002 році до 24,4 м² у 2010 році.
В Київі знаходяться такі пам'ятники архітектури, як Софійський собор, Києво-Печерська лавра, Золоті Ворота. Сучасне мистецтво представлене PinchukArtCentre, Мистецький Арсенал, Український тиждень моди, фестевалями та іншими заходами. У місті зосереджена велика кількість музеїв.

## Промисловість
Важливу роль у розвитку всього економічного комплексу столиці відіграє промисловість. Провідними галузями промисловості міста є електроенергетика, машинобудування та металообробка, промисловість будівельних матеріалів, харчова, медична і легка промисловість. Загалом у Києві працює 485 великих і понад 4,5 тис. середніх та малих промислових підприємств. Промислово-виробничий персонал м. Києва характеризується високим рівнем кваліфікації та високою питомою вагою інженерів і техніків.
Домінуючою тенденцією в промисловості міста є поліпшення показників у галузях, які випускають кінцеву продукцію, зорієнтовану на внутрішній ринок і безпосередньо на споживача: харчовій промисловості, машинобудуванні та металообробці, хіміко-фармацевтичній, електроенергетиці, промисловості будівельних матеріалів, деревообробній та целюлозно-паперовій промисловості.
```
Аналіз динаміки обсягів реалізації промислової продукції міста свідчить про те, що наслідки кризи 2008–2009 років київські підприємства вже подолали і у 2010 році знову перейшли до нарощування обсягів
 
— темпи зростання реалізації промислової продукції склали за результатами 2010 року 113,8%. У 2011 році обсяг реалізованої промислової продукції в Київі становив 47 060,5 млн ₴, що робить його п'ятим регіоном країни за цим показником.
```

```
Обсяги реалізованої промислової продукції у діючих цінах відповідного року, млн.
₴
```

| Рік  | млн.₴               |
| ---- | ------------------- |
| 2007 | 30 076              |
| 2008 | 35 462              |
| 2009 | 35 041              |
| 2010 | 39 874              |
| 2011 | 43 800 (орієнтовно) |

### Хімічна промисловість
ВАТ «Київхімволокно» в 2001 році розпочало освоєння промислового випуску синтетичних наповнених полімерів на основі поліетилену низького тиску та поліпропілену. Розпочато освоєння виробництва грануляту з промислових відходів термопластичних полімерів.

### Машинобудування
ВАТ «Будшляхмашина» — єдине в Україні підприємство з випуску землерийної техніки. Новою продукцією є вітроенергетичні установки 105 кВт, контейнери для Чорнобильської АЕС, форми для заливки тюбінгів.
ВАТ «Меридіан» розробляє нові вимірювальні прилади та впроваджує їх у виробництво. Підприємство є головним виконавцем Комплексної програми створення і впровадження у виробництво радіо- та електровимірювальної техніки.
ВАТ «УкрНДІпродмаш» — у співдружності із заводами-виробниками створено низку нового цукрового, хлібопекарського і кондитерського обладнання з поліпшеними техніко-економічними показниками.
Завод «Більшовик» виготовив перші українські ескалатори, а також тунелепрохідницький комплекс КТ-6,2 для будівництва метрополітену, конструкція якого вперше розроблена в Україні;
ВАТ "Завод «Ленінська кузня» продовжує будівництво траулерів для Російської Федерації, будує корпуси суховантажних суден на замовлення Нідерландів та Німеччини.

### Легка промисловість
У 2016 році місті Києві функціонувало майже 64 підприємств галузі. Серед них:
- Київський завод автоматики
- Київський маргариновий завод
- Київський авторемонтний завод
- Завод «Ефкон»
- Завод «Голеол»
- Київський завод «Радар»

### Харчова промисловість
Індекс виробництва харчових продуктів, напоїв та тютюнових виробів

## Будівництво
У Києві вже два роки спостерігається ріст об'єму зданого в експлуатацію житла після падіння у 2009. Так у 2010 році ріст становив +6,8 %, а у 2011 +48,3 %, що в абсолютних показниках склало 1 501,5 тис.м2 загальної площі, що перевищило докризовий рівень (2008 р. — 1 430,5 тис.м2). Обсяг виконаних будівельних робіт становить 671,2 млн ₴ (За даними короткострокової звітності, якою охоплені великі, середні та вагомі за обсягами малі підприємства)., що на 13,4 % більше в порівнянні з 2010 роком

## Заробітна плата
Станом на 2022 рік середня заробітна плата в Києві становила 21 347 гривень на місяць. Найбільш високо оплачувалися професії в сфері добувної промисловості та розроблення кар'єрів (44 346 грн/місяць), інформації та телекомунікації (35 337 грн/місяць) і фінансової та страхової діяльності (30 234 грн/місяць). Найменше оплачувалися професії в сфері тимчасового розміщення і організації харчування (10 837 грн/місяць), будівництва (11 573 грн/місяць) та сільського/лісового/рибного господарства (12 456 грн/місяць).
Середня заробітна плата по роках (станом на січень кожного).
| Рік  | грн    |
| ---- | ------ |
| 2007 | 1865   |
| 2010 | 2 969  |
| 2011 | 3 453  |
| 2012 | 4148   |
| 2013 | 4 561  |
| 2014 | 4 783  |
| 2015 | 5 385  |
| 2016 | 7 126  |
| 2017 | 9 292  |
| 2018 | 11 668 |
| 2019 | 13 721 |
| 2020 | 15 787 |
| 2021 | 17 533 |
| 2022 | 21 347 |